# ۱۸۹۳
سال ۱۸۹۳ (هزار و هشتصد و نود و سه) میلادی، چهارمین سال از دهه ۱۸۹۰ در سده ۱۹ میلادی بود

## مرگ‌ها
- ۱۷ ژانویه – رادرفورد بیرچارد هیز، افسر، وکیل، و سیاست‌مدار آمریکایی (ز. ۱۸۲۲)
- ۲۳ ژانویه – لوسیوس کیو. سی. لمار، استاد دانشگاه، قاضی، و سیاست‌مدار آمریکایی (ز. ۱۸۲۵)
- ۲۷ ژانویه – جیمز جی. بلین، سیاست‌مدار، وکیل، و دیپلمات آمریکایی
- ۲۰ فوریه – پی جی تی بوریگارد، مخترع آمریکایی (ز. ۱۸۱۸)
- ۲۱ ژوئن – لیلند استنفورد، سیاست‌مدار آمریکایی (ز. ۱۸۲۴)
- ۱۷ اکتبر – پاتریس دو مک ماهون، افسر و سیاست‌مدار فرانسوی (ز. ۱۸۰۸)
- ۱۸ اکتبر – شارل گونو، آهنگساز فرانسوی (ز. ۱۸۱۸)
- ۳۰ اکتبر – جان ابوت، سیاست‌مدار و وکیل کانادایی (ز. ۱۸۲۱)
- ۶ نوامبر – پیوتر ایلیچ چایکوفسکی، آهنگ‌ساز روسی (ز. ۱۸۴۰)
- ۲۸ دسامبر – آدولف ژلینک، محقق و ربی اهل اتریش (ز. ۱۸۲۱)

## زادروزها
- ۱۲ ژانویه - میخائیل گورویچ از بنیانگذاران شرکت هوافضایی میگ
- ۳۰ ژوئیه – والتر اولبریخت سیاست‌مدار آلمان شرقی بود که از ۱۹۶۰ تا ۱۹۷۳ رئیس جمهور جمهوری دموکراتیک آلمان بود.
- ۲۶ دسامبر – مائو تسه-تونگ تئوریسین مارکسیست لنینیست و سیاست‌مدار انقلابی کمونیست

تاریخ نامشخص:
- امینه پاکروان تاریخ‌دان ایرانی، نویسنده و استاد دانشگاه.
- ۲۷ ژانویه – سونگ چینگ لینگ، سیاست‌مدار چینی (د. ۱۹۸۱)
- ۱۰ فوریه – جیمی درنت، بازیگر و پیانیست آمریکایی (د. ۱۹۸۰)
- ۱۹ فوریه – سدریک هاردویک، تهیه‌کننده، بازیگر، و کارگردان بریتانیایی (د. ۱۹۶۴)
- ۲۱ فوریه – آندرس سگوبیا، گیتاریست اسپانیایی (د. ۱۹۸۷)
- ۱۸ مارس – ویلفرد اوون، شاعر بریتانیایی (د. ۱۹۱۸)
- ۲۶ مارس – پالمیرو تولیاتی، سیاست‌مدار ایتالیایی (د. ۱۹۶۴)
- ۲۳ آوریل – آلن دالس، وکیل آمریکایی (د. ۱۹۶۹)
- ۲۶ مه – نورما تالماج، تهیه‌کننده و بازیگر آمریکایی (د. ۱۹۵۷)
- ۷ ژوئن – گیلیس گرافسترم، ورزشکار سوئدی (د. ۱۹۳۸)
- ۳ ژوئیه – میسیسیپی جان هارت، گیتاریست و خواننده آمریکایی (د. ۱۹۶۶)
- ۳۰ اوت – هوی پی. لانگ، سیاست‌مدار و وکیل آمریکایی (د. ۱۹۳۵)
- ۱۰ نوامبر – جان فیلیپس مارکوند، ژورنالیست و نویسنده آمریکایی (د. ۱۹۶۰)
- ۷ دسامبر – فای باینتر، بازیگر آمریکایی (د. ۱۹۶۸)
- ۲۴ دسامبر – روت چترتن، بازیگر آمریکایی (د. ۱۹۶۱)